# Особенность (комплексный анализ)
Особенность или особая точка голоморфной функции f — точка комплексной плоскости, в которой эта функция не определена, её предел бесконечен либо предела не существует вовсе.
Для многозначных аналитических функций к особенностям причисляют также точки ветвлений.
Возможны две классификации особых точек. Во-первых, допустима классификация по теоретико-множественным свойствам их множества:
- Изолированная особая точка — точка, для которой существует некоторая проколотая окрестность, в которой эта функция аналитична.
- Неизолированная особая точка — особая точка, не являющаяся изолированной. В этом случае можно говорить о так называемом особом множестве.

## Виды особенностей
В свою очередь, изолированные особенности можно разделить на три вида:
- Устранимая особая точка — точка, в которой функция не определена, но предел функции в которой конечен, соответственно, в этой точке функцию можно доопределить значением этого предела и продолжить её до функции, в этой точке аналитической.
- Полюс — точка, в которой предел функции бесконечен. При рассмотрении функции как отображения не в комплексную плоскость, а в сферу Римана, полюс не следует считать какой-либо особой точкой; см. мероморфная функция.
- Существенно особая точка — точка, в которой предел функции не существует.

## Особенности на римановых поверхностях
Особенности также можно рассматривать у голоморфных функций, определённых на римановых поверхностях. В частности, если позволить переменной z принимать значения не только на комплексной плоскости, а на сфере Римана, то особенность в бесконечности для функции f определяется по степени «особенности» точки 0 для функции {\displaystyle F(w)=f\left({\frac {1}{w}}\right)}.